# Вуд, Лианн
Лианн Вуд (валл. Leanne Wood, род. 13 декабря 1971 года) — валлийская политическая деятельница, лидер Партии Уэльса (Plaid Cymru) с 15 марта 2012 года по 28 сентября 2018 год. Вуд, сторонница социализма, республиканского строя и независимости Уэльса, является первой женщиной-лидером этой партии, в которой состоит с 20-летнего возраста.

## Биография
Лианн Вуд получила образование в университете Гламоргана (нынешнем Университете Южного Уэльса).
Депутат Национального собрания Уэльса с 2003 года по 2021 год, представляя Центральный избирательный округ Южного Уэльса до 2016 года, когда её избрали от родной Ронды с показателем более половины голосов.